# Nick Kroll
Pour les articles homonymes, voir Kroll.
Nick Kroll est un humoriste, acteur et scénariste américain, né le 5 juin 1978 à Rye (État de New York).
Il est le créateur du Kroll Show (en), série télévisée humoristique diffusée sur Comedy Central, et de Big Mouth.

## Biographie
Nick Kroll est né le 5 juin 1978 à Rye (État de New York). Ses parents sont Jules, fondateur de Kroll Inc. et Lynn Kroll.
Il a un frère, Jeremy et deux sœurs, Vanessa and Dana Kroll.

### Vie privée
De 2013 à 2015, il fut en couple avec Amy Poehler.
Depuis 2018, il est en couple avec Lily Kwong. Ils se sont mariés en 2020. Leur premier enfant, Leo Kroll est né en janvier 2021.

## Filmographie

### Cinéma

#### Longs métrages
- 2008 : The Brooklyn Heist de Julian M. Kheel : Ruben
- 2008 : Adventures of Power d'Ari Gold : Versatio Bakir
- 2009 : I Love You, Man de John Hamburg : Larry
- 2010 : American Trip (Get Him to the Greek) de Nicholas Stoller : Kevin
- 2010 : The Dinner (Dinner for Schmucks) de Jay Roach : Josh
- 2010 : Crazy Night (Date Night) de Shawn Levy : Le maître d'hôte du Claw
- 2010 : Mon beau-père et nous (Little Fockers) de Paul Weitz : Le jeune médecin
- 2011 : A Good Old Fashioned Orgy d'Alex Gregory et Peter Huyck : Adam
- 2014 : Adult Beginners de Ross Katz : Jake
- 2014 : A Better You de Matt Walsh : Tom
- 2015 : Knight of Cups de Terrence Malick : Nick
- 2015 : Vive les vacances (Vacation) de John Francis Daley et Jonathan M. Goldstein : Le policier du Colorado (caméo)
- 2016 : Loving de Jeff Nichols : Bernie Cohen
- 2016 : Tous en scène (Sing) de Garth Jennings : Günther (voix)
- 2016 : Sausage Party de Conrad Vernon et Greg Tiernan : Douche (voix)
- 2016 : Bachelor Party (Joshy) de Jeff Baena : Eric
- 2016 : My Blind Brother de Sophie Goodhart : Bill
- 2017 : Capitaine Superslip (Captain Underpants : The First Epic Movie) de David Soren : Professeur Poopypants (voix)
- 2017 : Vegas Academy : Coup de poker pour la fac (The House) d'Andrew Jay Cohen : Bob
- 2018 : Operation Finale de Chris Weitz : Rafi Eitan
- 2018 : Uncle Drew de Charles Stone III (en) : Mookie
- 2019 : Comme des bêtes 2 (The Secret Life of Pets 2) de Chris Renaud : Sergeï (voix)
- 2019 : La Famille Addams (The Addams Family) de Conrad Vernon et Greg Tiernan : Oncle Fétide (voix)
- 2019 : Olympic Dreams de Jeremy Teicher : Ezra (également co-scénariste)
- 2021 : Tous en scène 2 (Sing 2) de Garth Jennings : Günther (voix)
- 2021 : How It Ends de Zoe Lister-Jones et Daryl Wein (en) : Gary
- 2022 : Don't Worry Darling d'Olivia Wilde : Dean
- 2022 : Bob's Burgers : le film (The Bob's Burgers Movie) : Loren Bouchard et Bernard Derriman : Carnie (voix)
- 2024 : Red One de Jake Kasdan : Ted
- 2025 : Les Schtroumpfs, le film (Smurfs) de Chris Miller

#### Courts métrages
- 2008 : Lincoln Navigator de Ruben Fleischer : Abraham Lincoln
- 2008 : What Blows Up Must Come Down ! d'Adam Dubin : Dr. Fledermaus
- 2010 : Lez Chat de Tig Notaro et Kyle Dunnigan : Un homme désappointé
- 2010 : Successful Alcoholics de Jordan Vogt-Roberts : Un homme à l'hôtel
- 2010 : Ed Hardy Boyz : The Case of the Missing Sick Belt Buckle de Jonathan Krisel : Bobby Bottleservice
- 2011 : Ed Hardy Boyz 2 : The Case of When That Hot Filipina Girl Lost Her Tramp Stamp at Mini-Golf de Jonathan Krisel : Bobby Bottleservice

### Télévision

#### Séries télévisées
- 1998 : Upright Citizens Brigade : Un homme dans la salle d'audience
- 2007 : Human Giant : Brolin DiBiasi / Fabrice Fabrice
- 2007 - 2008 : Cavemen : Nick Hedge
- 2008 - 2009 : Worst Week : Pour le meilleur… et pour le pire ! (Worst Week) : Adam
- 2008 - 2011 : Childrens Hospital : Nicky / Dr Geza
- 2008 - 2012 : Le Monde selon Tim (The Life and Times of Tim) : Stu (voix)
- 2009 : Reno 911, n'appelez pas ! (Reno 911 !) : El Chupacabra
- 2009 : Sit Down, Shut Up : Andrew LeGustambos (voix)
- 2009 - 2010 : WordGirl : Reuben Grinder (voix)
- 2009 - 2015 : The League : Rodney Ruxin
- 2011 : Community : Juergen
- 2011 - 2012 : American Dad ! : Andy Dick / Un employé de Costgo / Henry Watkins Jr. / Un étudiant (voix)
- 2011 / 2013 - 2015 : Parks and Recreation : Howard "The Douche" Tuttleman
- 2011 / 2018 : Portlandia : Daniel Prison / Gil Faizon
- 2013 : New Girl : Jamie
- 2013 : Les Griffin (Family Guy) : Ricky (voix)
- 2013 : Burning Love : Khris
- 2014 : Drunk History : Ronald Reagan
- 2014 : Mulaney : Jesse Tyler Munoz
- 2015 : Brooklyn Nine-Nine : Agent Kendrick
- 2015 : Unbreakable Kimmy Schmidt : Tristafé
- 2015 : Les Simpson (The Simpsons) : Lem (voix)
- 2015 : SuperMansion : Cleb (voix)
- 2016 : Animals. : Jerry (voix)
- 2016 : Bajillion Dollar Propertie$ : Graham Simon
- 2017 : I'm Sorry : Lon
- 2017 / 2021 : Bob's Burgers : Un client / Mr Desanto (voix)
- 2017 - 2025 : Big Mouth : Nick Birch / Maury Beverly / Le monstre / Lola Skumpy / Coach Steve / Rick / Lotte Janssen / Mila Janssen / Sylvester Stallone /  Président Teddy Roosevelt / Steve Demitri / Joe Walsh Joe Brown / Michael Shannon / Vin Diesel (voix)
- 2019 - 2022 : What We Do in the Shadows : Simon
- 2020 : Larry et son nombril (Curb Your Enthusiasm) : Le manager du restaurant
- 2021 : Dickinson : Edgar Allan Poe
- 2022 : Our Flag Means Death : Gabriel
- 2022 : Roar : Doug
- 2022 : Bust Down : DJ Jacuzzi (voix)
- 2022 - 2023 : Human Resources : Maury Beverley / Rick / Todd / Maurice "Maury" Beverley / Le prêtre (voix)

#### Téléfilm
- 2010 : Held Up de Steve Carr, Jay Chandrasekhar et Arthur Mulholland : Un homme

### Clip
- 2013 : Major Lazer - Scare Me : Cinco